# Херингс (Њујорк)
Херингс (енгл. Herrings) град је у америчкој савезној држави Њујорк.

## Демографија
По попису из 2010. године број становника је 90, што је 39 (-30,2%) становника мање него 2000. године.
| Група             | 2000.       | 2010.      |
| Белци             | 111 (86,0%) | 75 (83,3%) |
| Афроамериканци    | 6 (4,7%)    | 0 (0,0%)   |
| Азијати           | 1 (0,8%)    | 1 (1,1%)   |
| Хиспаноамериканци | 3 (2,3%)    | 3 (3,3%)   |
| Укупно            | 129         | 90         |